# Grabstein des Lucius Aelius Urbicus

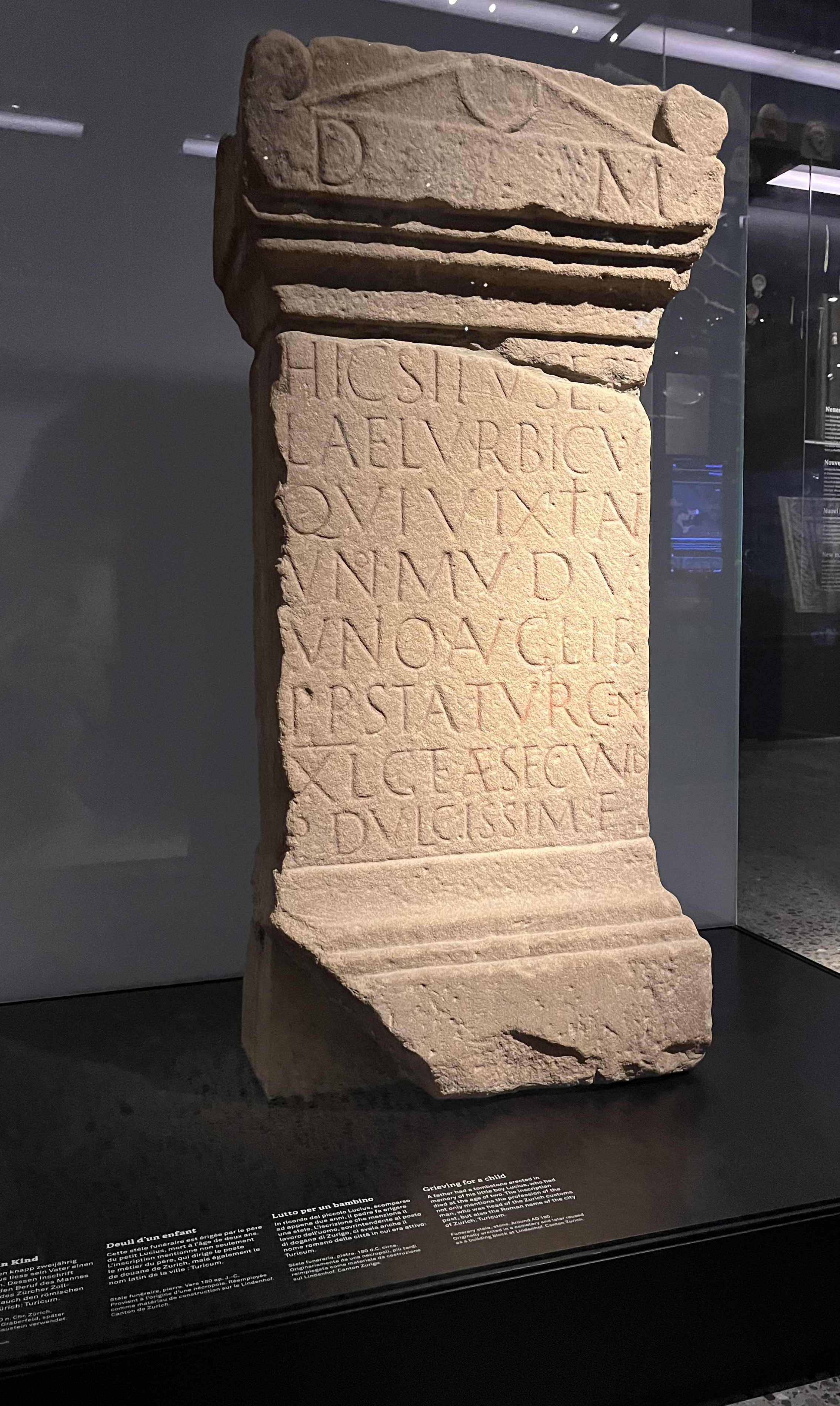
Der Original-Grabstein im Landesmuseum Zürich

Der Grabstein des Lucius Aelius Urbicus ist ein antiker, römischer Grabstein aus dem späten 2. oder frühen 3. Jahrhundert. Darauf findet sich die erste namentliche Erwähnung von Turicum, dem heutigen Zürich.
Es handelt sich um den Grabstein eines anderthalbjährigen Knaben.

## Beschreibung und Inschrift
Der Grabstein ist 130 Zentimeter hoch, 62 Zentimeter breit und 37 Zentimeter tief.:108 Der Grabstein aus Kalkstein ist in zwei Teile zerbrochen, etliche Ecken sind abgeschlagen.
Die lateinische Inschrift – ganz typisch vor allem aus Abkürzungen bestehend – lautet folgendermassen::108
| “D(IS) M(ANIBUS) HIC SITUS EST L(UCIUS) AEL(IUS) URBICUS QUI VIXIT AN(NO) UNO M(ENSIBUS) V D(IEBUS) V. UNIO AUG(USTI) LIB(ERTUS) P(RAE)P(OSITUS) STA(TIONIS) TURICEN(SIS) XL [QUADRAGESIMAE] G(ALLIARUM) ET AE(LIA) SECUNDIN(A) P(ARENTES) DULCISSIM(O) F(ILIO)” | «Den Manen. Hier liegt begraben Lucius Aelius Urbicus, der gelebt hat ein Jahr, fünf Monate und fünf Tage. Unio, Freigelassener des Kaisers, Vorsteher des Zürcher Postens des gallischen Zollbezirks, und Aelia Secundina, die Eltern ihrem vielgeliebten Sohn.» |

Die Buchstaben sind fünf bis acht Zentimeter hoch und vollständig erhalten.:108

## Geschichte

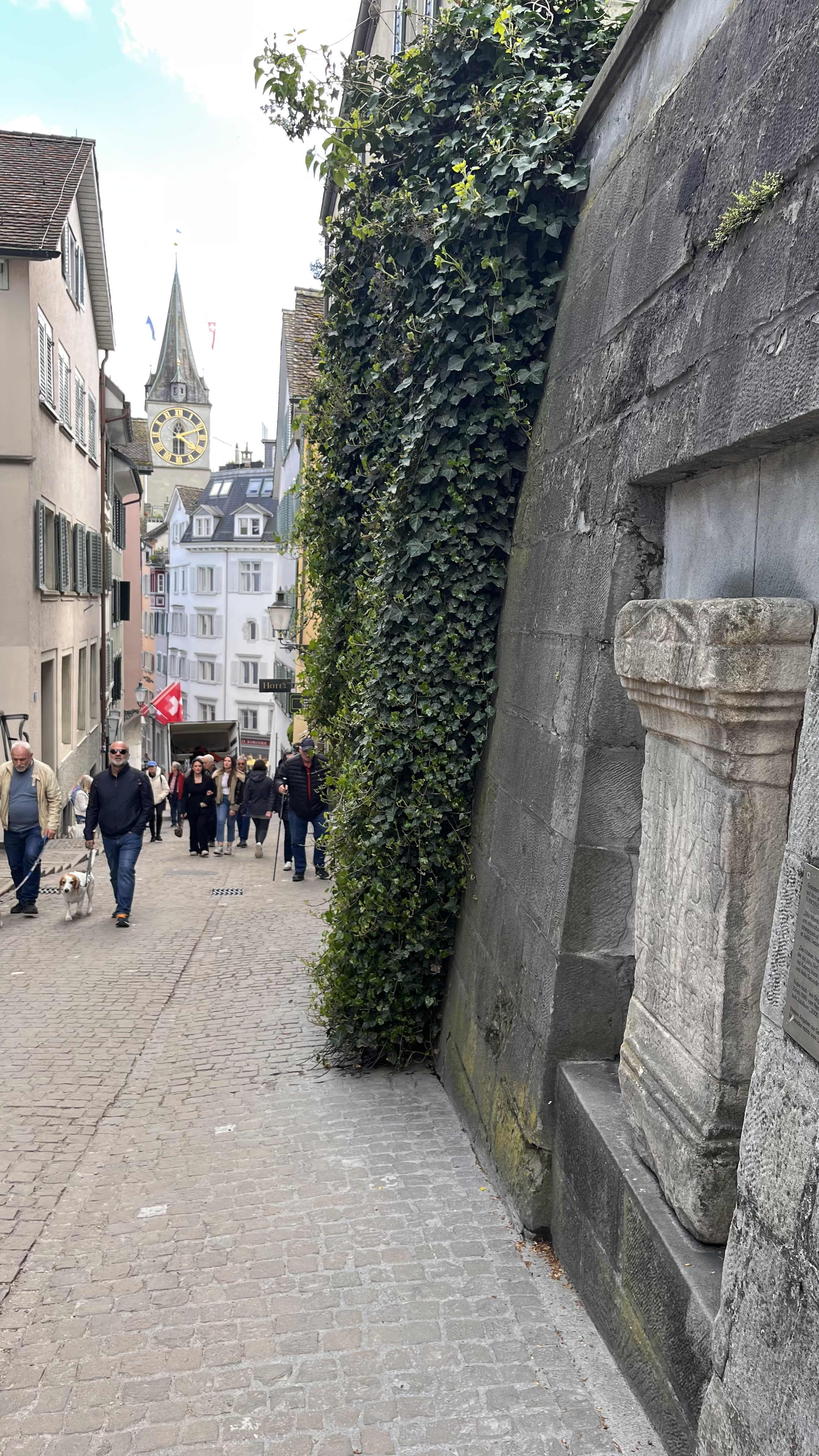
Die Kopie auf dem Lindenhof

Der Stein wurde 1747 unter Anwesenheit des Altertumsforschers Johann Kaspar Hagenbuch auf dem Lindenhof gefunden, als dort der Boden eingeebnet wurde. Der genaue Fundort ist unbekannt.
Auch der ursprüngliche Standort des Grabsteins ist unbestätigt – aber wohl nicht auf dem Lindenhof gewesen. Dorthin wurde er als Baumaterial (Spolie) verbracht, während in spätrömischer Zeit das Kastell ausgebaut wurde. Es ist wahrscheinlich, dass er früher zum Gräberfeld südlich des St.-Peter-Hügels gehört hatte.:60 Trotz der Verarbeitung blieb der Text erhalten.:108
Aufgrund des Namens des Sohnes (gens aelia) ist davon auszugehen, dass er von einem Kaiser der Aelier aus der Sklaverei freigelassen worden war. Somit wird der Grabstein auf die Zeit um das Jahr 200 datiert.
1937 wurde auf dem Lindenhof noch ein zweiter verbauter Grabstein gefunden, der Flavia Sacrilla, Mutter einer verheirateten Tochter, gedachte.:108 f
Der Grabstein gehört heute zur Dauerausstellung «Archäologie Schweiz» des Landesmuseums. Zuvor war er in der Stadtbibliothek in der Wasserkirche ausgestellt.
1986, zum 2000-jährigen Jubiläum der Stadt Zürich, liess der Quartierverein Rennweg eine Kopie des Grabsteins erstellen, der im Zugang von der Pfalzgasse zum Lindenhof platziert wurde.

## Deutung
Die kurze Inschrift lässt zwei bedeutende Rückschlüsse zu nebst dem Hinweis zur Entstehungszeit.
Einerseits handelt es sich um die früheste bekannte Erwähnung des Namens Zürich in der Form TURICUM. Zuvor war man sich im Unklaren gewesen, ob Turicum oder Tigurinum der lateinische Name der Stadt war.:15
Andererseits wird aus der Inschrift ersichtlich, dass Zürich damals römische Zollstation war, wo zweieinhalb Prozent Zoll auf Waren erhoben wurden, die in die gallische Provinzen eingeführt oder aus ihnen ausgeführt wurden.:11, Sp. 2 Zürich lag an der Grenze zur Provinz Raetia mit ihrem Zentrum jenseits des Bodensees. Aber auch alpenquerender Handel mit Gallia cisalpina dürfte wesentlich gewesen sein.